# Samcheong-dong
Samcheong-dong là một dong, phường của Jongno-gu ở Seoul, Hàn Quốc. Nó nằm ở phía Bắc của Jongno và phía Đông của Gyeongbokgung. Khu vực đồi núi này đặc trưng bởi một số lượng nhỏ phòng trưng bày nghệ thuật, của hàng, và nhà hàng. Du khách đến đây có thể xem hanok được phục hồi, nhà truyền thống Hàn Quốc. Các ban tiểm toán và phòng thanh tra Hàn Quốc đều nằm ở đây. Có cũng là nơi có nhiều cơ quan chính phủ nước ngoài bao gồm Lãnh sự quán Việt Nam.

## Điểm thu hút
- Bảo tàng dân tộc quốc gia Hàn Quốc
- Vườn ươm tranh nghệ thuật  Lưu trữ ngày 15 tháng 10 năm 2008 tại Wayback Machine

## Liên kết
- Trang chính thức Jongno-gu bằng tiếng Anh
- (tiếng Hàn) Trang chính thức Jongno-gu
- (tiếng Hàn) Biểu tượng của Jongno-gu bởi dong hành chính Lưu trữ ngày 23 tháng 2 năm 2004 tại archive.today
- (tiếng Hàn) Văn phòng dân cư Samcheong-dong Lưu trữ ngày 11 tháng 3 năm 2004 tại archive.today
- (tiếng Hàn) Nguồn gốc tên của Samcheong-dong[liên kết hỏng]
- Trang chính thức du lịch Hàn Quốc ở Samcheong-dong Lưu trữ ngày 28 tháng 12 năm 2019 tại Wayback Machine